# 哈爾·穆爾
小哈羅德·格雷戈里·穆爾（英語：Harold Gregory Moore, Jr.，1922年2月13日—2017年2月10日），暱稱為哈爾·穆爾（英語：Hal Moore），中文亦稱穆哈爾，是一位美國陸軍退役中將，獲頒過傑出服役十字勳章（等級第二高的美國陸軍頒發獎章），也是西點軍校1945年同期畢業生中，第一位升至准將、少將及中將者。最出名的一次作戰是他在1965年參加越南戰爭、擔任美國陸軍第7騎兵團第1營中校營長時指揮的德浪河谷戰役，他也因此戰成為該團的「名譽上校」（honorary colonel）。

## 生平

### 早年
穆爾於1922年2月13日出生於肯塔基州的巴茲敦，雖然希望能去就讀紐約州的西點軍校、成為陸軍軍官，但鄉村的出身背景和成長經歷讓他難以達到這個目標，因此搬到華盛頓特區念高中，並於喬治華盛頓大學讀了兩年。1942年，經一名喬治亞州的眾議員提名推薦而得以進入西點軍校，並在1945年畢業。

### 軍旅生涯
1945年初，畢業後的穆爾成為步兵少尉，1945至1948年間赴日本，在第187空降步兵團服役。1948被調回美國，前往喬治亞州的布拉格堡陸軍基地。在第82空降師期間，穆爾志願參加空降測試科（Airborne Test Section），一個測試實驗性傘兵的特殊部隊。他在加入該科後的2年內參加了150次跳傘，結束這些實驗項目後，他在整個軍旅生涯中的跳傘共計300次，並獲得高級傘兵徽章（Master Parachutist Badge）。

#### 1950年代至1960年代
1952年，穆爾加入第7步兵師的第17步兵團，並在韓戰中成為上尉。他在韓國曾擔任過步槍連連長和重迫砲連連長，之後擔任團部和師部的作戰與計畫助理參謀。
1954年，穆爾以一名少校的身分重返西點軍校，擔任步兵戰術指導教官，他在西點指導的學員中，包括了當時還是官校生的諾曼·史瓦茲柯夫。將穆爾稱作「恩人」的他，最後升至陸軍四星上將，還在1991年波斯灣戰爭中任多國部隊總司令一職。
當教官之後，穆爾還進入美國陸軍指揮與參謀學院，並在研發主任室任職了3年，在此期間，他的積極和洞察力成為了新型空降作戰裝備、傘兵／空中突擊戰術的發展關鍵。1960年從美國三軍參謀學院畢業後，調到挪威奧斯陸的北歐聯軍指揮部（北大西洋公約組織所屬單位）達3年。
1964年，成為陸軍中校的穆爾拿到哈佛大學的國際關係碩士學位，也修完了美國國立戰爭學院的課業。之後因為陸軍高層正在替越南戰爭策劃新式空中作戰的緣故，派穆爾到班寧堡陸軍基地，並在試驗性質的單位——第11空中突擊師之下當一個營的營長，實施空中突擊和空中機動訓練項目。1965年7月初，11師由於改組案的關係遭到撤廢，所屬人員都改歸第2步兵師之下，該部隊隨即又與駐防韓國的第1空中騎兵師互換番號，於是穆爾的臂章從第2步兵師的印地安人頭章，換成了第1騎兵師的馬頭章。他也在前往越南作戰前，成為第7騎兵團第1營（當時隸屬於騎兵1師3旅）的營長。

#### 德浪河谷戰役
1965年8月16日，載著穆爾和部隊的軍艦從南卡羅來納州的查爾斯頓港出發，經過巴拿馬運河後橫越太平洋，並在9月中旬開抵越南共和國（南越）中北部的沿海城市歸仁。之後為了到越南及柬埔寨邊界搜索敵蹤，第3旅旅長布朗上校（Thomas "Tim" Brown）派遣了穆爾的營前往行動。
11月14日，1營在「X光著陸區」（LZ X-Ray，13°35′N 107°43′E / 13.583°N 107.717°E）降落後，誤入了越南人民軍陸軍駐紮的山頭附近。這支曾在奠邊府戰役中挫敗法軍的北越部隊，很快以優勢兵力包圍了1營，而雪上加霜的是，1營官兵們立刻發現自己缺乏明確的降落區可供撤離。敵眾我寡的事態讓穆爾和下屬試圖堅守陣地，也使同屬7團的姊妹部隊——2營在隔日、距離1營僅2.5英里（4.0）的地方慘遭圍殲。穆爾的格言「你總是有些事情可以做，來增加自己的勝算並獲得成功。」（there is always one more thing you can do to increase your odds of success）和指揮作戰的勇氣最後使1營打出了令人瞠目結舌的結果。儘管該戰中越南人民軍的傷亡總數幾乎是美軍的4倍，穆爾仍認為兩方是打成了平手，因為美軍最終還是撤出了河谷，讓北越軍重掌這塊區域。因此次戰鬥，穆爾得了傑出服役十字勳章，也使許多人認為德浪河谷一戰可說是之後美越戰爭的縮影，而西貢的美軍援越司令部上將司令威廉·魏摩蘭則是對穆爾以寡敵眾的戰績表示讚賞，並想用之當成向華府要求增兵的依據。
德浪河谷戰役是7團1營繼隔了89年的小大角戰役後，另一次著名的行動。穆爾在德浪河谷的部下們，因為穆爾的金髮而半開玩笑地稱他為「黃毛」，而小大角戰役時期的7團1營營長喬治·阿姆斯壯·卡斯特也有同樣的綽號。

#### 後期生涯
穆爾在指揮德浪河谷的戰鬥後，升為上校，並接任了第3騎兵旅旅長的職位。在越南服役後，赴韓國漢城（今首爾）的駐韓美軍第八軍團司令部擔任作戰與計畫助理參謀、以及第7步兵師師長。調回美國後，1971年－1973年間至加州擔任奧德堡的陸軍訓練中心主任，並於「志願役陸軍計畫」之下負責監督各項實驗的密集進行，以準備停辦徵兵、進而使美國陸軍成功過渡為一支全志願役的軍種。他在部隊內晚期擔任的職務，是密蘇里州的軍職人員檔案中心主任、及之後的美國陸軍部人事副參謀長。

### 退役
1977年以中將之階退役後，穆爾擔任科羅拉多州克雷斯特德比特的滑雪場執行副總裁。2009年6月，87歲的他至喬治亞州的哥倫布參加了美國國立步兵博物館的正式開幕典禮，而館中的一項展覽正是按原比例打造的德浪河谷X光著陸區。

## 家庭
穆爾與其妻，茱莉亞·康普頓·穆爾，在1949年結婚，共育有5個孩子，其下又有12個孫兒女，其中兩名兒子像他一樣就讀西點軍校，之後成為職業陸軍軍官，分別以中校和上校之階退役，其中一人還隨第82空降師參加過巴拿馬入侵作戰和波斯灣戰爭。

## 相關作品
1975年，穆爾將軍和傑夫·徒頓中校（Lt Col Jeff M. Tuten）撰寫的《打造志願役陸軍：奧德堡的貢獻》（Building a Volunteer Army: The Fort Ord Contribution）發行了，這本篇幅139頁、由美國陸軍軍史中心出版的平裝書是兩人對1971至1973年，穆爾任奧德堡訓練中心主任期間，在該基地替計畫執行的系列性實驗所著的專題論文。
1992年，穆爾與同經歷過德浪河谷戰役、當年為合眾國際社（UPI）記者的喬瑟夫·蓋洛威合著了《越戰忠魂》（We Were Soldiers Once… And Young）一書來描述當年作戰的始末。該書後來被改編成2002年電影「勇士們」，在班寧堡和亨特-利格特堡兩座陸軍基地拍攝。穆爾中校一角由梅爾·吉勃遜演出。同樣由兩人共寫的越戰著作於2008年出版。之後兩人重聚，並於9月17日在普利茲克軍事圖書館對此書接受訪談。
麥克·瓜迪亞（Mike Guardia）描述穆爾生平的著作將於2013年10月出版。

## 獲頒勳章
註：未特別說明者均為美國頒發的勳章。
|  | 戰鬥步兵徽章第二等     |
|  | 初級陸軍飛行員徽章     |
|  | 高級傘兵徽章           |
|  | 舊版空中突擊徽章       |
|  | 越南傘兵徽章           |
|  | 國防部長辦公室識別徽章 |
|  | 陸軍參謀長識別徽章     |
|  | 美國陸軍第1騎兵師配章  |

| | 傑出服役十字勳章                                      |
| | 陸軍傑出服役勳章                                      |
| Bronze oak leaf cluster · Bronze oak leaf cluster                                                     | 功績勳章（附兩枚桐質橡葉章）                          |
| V · Bronze oak leaf cluster · Bronze oak leaf cluster · Bronze oak leaf cluster                       | 銅星勳章（獲獎4次）                                   |
| Silver oak leaf cluster · Bronze oak leaf cluster · Bronze oak leaf cluster · Bronze oak leaf cluster | 航空獎章（獲獎9次，附1枚銀橡葉章和3枚銅橡葉章代替）   |
| | 跨軍種嘉獎勳章                                        |
| Bronze oak leaf cluster · Bronze oak leaf cluster                                                     | 陸軍嘉獎勳章（附2枚銅橡葉章）                         |
| | 美國戰役獎章                                          |
| | 太平洋戰爭獎章                                        |
| | 第二次世界大戰勝利獎章                                |
| | 陸軍佔領軍獎章                                        |
| Bronze star                                                                                           | 國防部服役獎章（附1枚銅星）                           |
| Bronze star · Bronze star · Bronze star                                                               | 韓國服役獎章（附3枚銅質參戰星章）                     |
| Bronze star · Bronze star · Bronze star                                                               | 越南服役獎章（附3枚銅質參戰星章）                     |
| | 武裝部隊遠征獎章                                      |
| | 英勇十字勳章鑲邊棕櫚葉（獲獎3次），南越頒發           |
| | 聯合國韓戰獎章，聯合國頒發                            |
| | 越南共和國戰役獎章，南越頒發                          |
| | 韓戰服役獎章，韓國頒發                                |
| | 美國總統部隊嘉許獎                                    |
| | 大韓民國總統部隊嘉許獎，韓國頒發                      |
| | 英勇十字勳章部隊嘉許獎鑲邊棕櫚葉（獲獎2次），南越頒發 |